# Festuca novae-zealandiae
Festuca novae-zealandiae är en gräsart som först beskrevs av Eduard Hackel, och fick sitt nu gällande namn av Leonard C. Cockayne. Festuca novae-zealandiae ingår i släktet svinglar, och familjen gräs. Inga underarter finns listade i Catalogue of Life.